# Western Sydney Wanderers FC
Western Sydney Wanderers Football Club – australijski, profesjonalny klub piłkarski z siedzibą w zachodniej części Sydney (Nowa Południowa Walia), założony w 2012 roku. Zespół występuje w rozgrywkach A-League; zwycięzca sezonu zasadniczego w 2013 roku oraz triumfator Azjatyckiej Ligi Mistrzów w 2014 roku.

## Historia

### Tło historyczne
Region zachodniego Sydney brany był pod uwagę jako potencjalna lokalizacja dla klubu Sydney FC (wniosek licencyjny został złożony przez federację stanową Soccer New South Wales; obecnie Football NSW), który dołączył do rozgrywek A-League od sezonu 2005/2006. Sydney FC w swojej ofercie zaproponował, żeby spotkania domowe były rozgrywane na obiekcie Parramatta Stadium w zachodnim Sydney. Po przyznaniu licencji przez Football Federation Australia (FFA) dla Sydney FC na udział w rozgrywkach A-League przewodniczący Frank Lowy wymusił na klubie przeniesienie się do wschodniej części Sydney oraz rozgrywania domowych spotkań na obiekcie Sydney Football Stadium. Jednocześnie udział federacji stanowej Soccer New South Wales w klubie został ograniczony z 100% do 25%. Dodatkowo syn Franka Lowy’a, David Lowy został mianowany na głównego inwestora w klubie. W związku z zaistniałą sytuacją Soccer New South Wales podjęła decyzję o wycofaniu się z klubu Sydney FC. Argumentując swoją decyzję, że klub stał się zabawką dla Franka Lowy i jego rodziny. Ponadto federacja Football NSW wyraziła niechęć do autokratycznego podejścia przewodniczącego Franka Lowy’a w procesie tworzenia klubu oraz braku konsultacji w kluczowych kwestiach dla klubu. FFA prowadziła politykę „jednego klubu z jednego miasta” i po przystąpieniu klubu Sydney FC do rozgrywek A-League od sezonu 2005/2006 przez okres kolejnych 5 lat inny zespół z tego samego miasta nie mógł występować w lidze.
W 2008 roku FFA ogłosiła zamiar powiększenia rozgrywek A-League po wygaśnięciu 5-letniego okresu, w którym to jeden klub reprezentował jedno miasto. W dniu 29 września 2009 roku FFA przyznało licencję klubowi Sydney Rovers FC z zachodniej części Sydney na grę w rozgrywkach A-League. Sydney Rovers miał występować w A-League od sezonu 2011/2012. Jednak w wyniku nieuzyskania odpowiedniego wsparcia finansowego dla klubu FFA w dniu 10 grudnia 2010 roku podjęła decyzję o odebraniu licencji klubowi Sydney Rovers FC. Jednocześnie FFA poinformowała, że nadal zamierza dołączyć klub z zachodniej części Sydney do rozgrywek A-League.

### Założenie

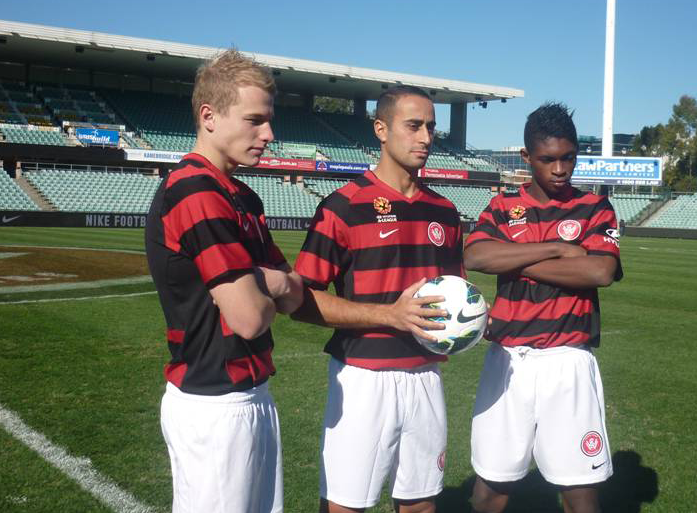
Prezentacja pierwszym trzech zakontraktowanych piłkarzy przez klub. Od lewej: Aaron Mooy, Tarek Elrich i Kwabena Appiah (25 czerwca 2012)

Bezpośrednią przyczyną powstania klubu Western Sydney Wanderers FC było zawieszenie licencji drużynie Gold Coast United FC w dniu 29 lutego 2012 roku w trakcie sezonu 2011/2012. Seria sporów pomiędzy właścicielem drużyny Gold Coast United, Clive Palmerem a zarządem FFA dotyczących kwestii m.in. naruszania przepisów rozgrywek A-League doprowadziła, że liczba zespołów występujących w lidze spadła z 10. do 9. drużyn. Czyli o jedną mniej niż FFA potrzebowała do zbliżających się negocjacji odnośnie do sprzedaży praw telewizyjnych.
W dniu 4 kwietnia 2012 roku sekretarz generalny FFA Ben Buckley zapowiedział utworzenie nowego zespołu piłkarskiego z zachodniej części Sydney. Zgodnie z zapowiedziami FFA nowy klub miał dołączyć do rozgrywek A-League od sezonu 2012/2013. Jednak pomimo podjętych kilku prób, FFA nie znalazła chętnego podmiotu do stania się właścicielem nowego klubu. Ostatecznie FFA wzięła na siebie rolę właściciela klubu co pomogło w zabezpieczeniu 4 milionów AUD od rządu australijskiego przyznanych w ramach dotacji na stworzenie oraz bieżące koszty utrzymania klubu.
Swoje poparcie dla klubu z zachodniej części Sydney wyrazili m.in. piłkarze Scott Chipperfield, Tim Cahill i Lucas Neill oraz lokalna społeczność z zachodnich dzielnic Sydney (Mount Pritchard, Parramatta, Rooty Hill, Penrith, Castle Hill, Campbelltown i Bankstown), którzy wspólnie z FFA dyskutowali nad wartością i kulturą klubu, obiektem rozgrywania domowych spotkań oraz nazwą i barwami klubowymi. Konsultacje społeczne prowadzone przez FFA przyczyniły się do uruchomienia internetowego głosowanie, w którym opinia publiczna mogła wybrać barwy klubowe oraz nazwę klubu. Wśród proponowanych barw klubowych były do wyborów następujące warianty: czarno-czerwone, czarno-biało-czerwone oraz biało-czarne. Natomiast spośród proponowanych nazw można było głosować na jedną z opcji: Athletic, Rangers, Strikers, Wanderers oraz Wolves.
W dniu 25 czerwca 2012 roku oficjalnie ogłoszono, że nowy klub będzie się nazywał Western Sydney Wanderers FC oraz domowe spotkanie będzie rozgrywał na obiekcie Parramatta Stadium, ponadto zaprezentowano herb oraz barwy klubowe. Dodatkowo nazwa Wanderers nawiązuje do pierwszego klubu piłkarskiego założonego w 1880 roku w Australii, klubu Wanderers FC.

### A-League

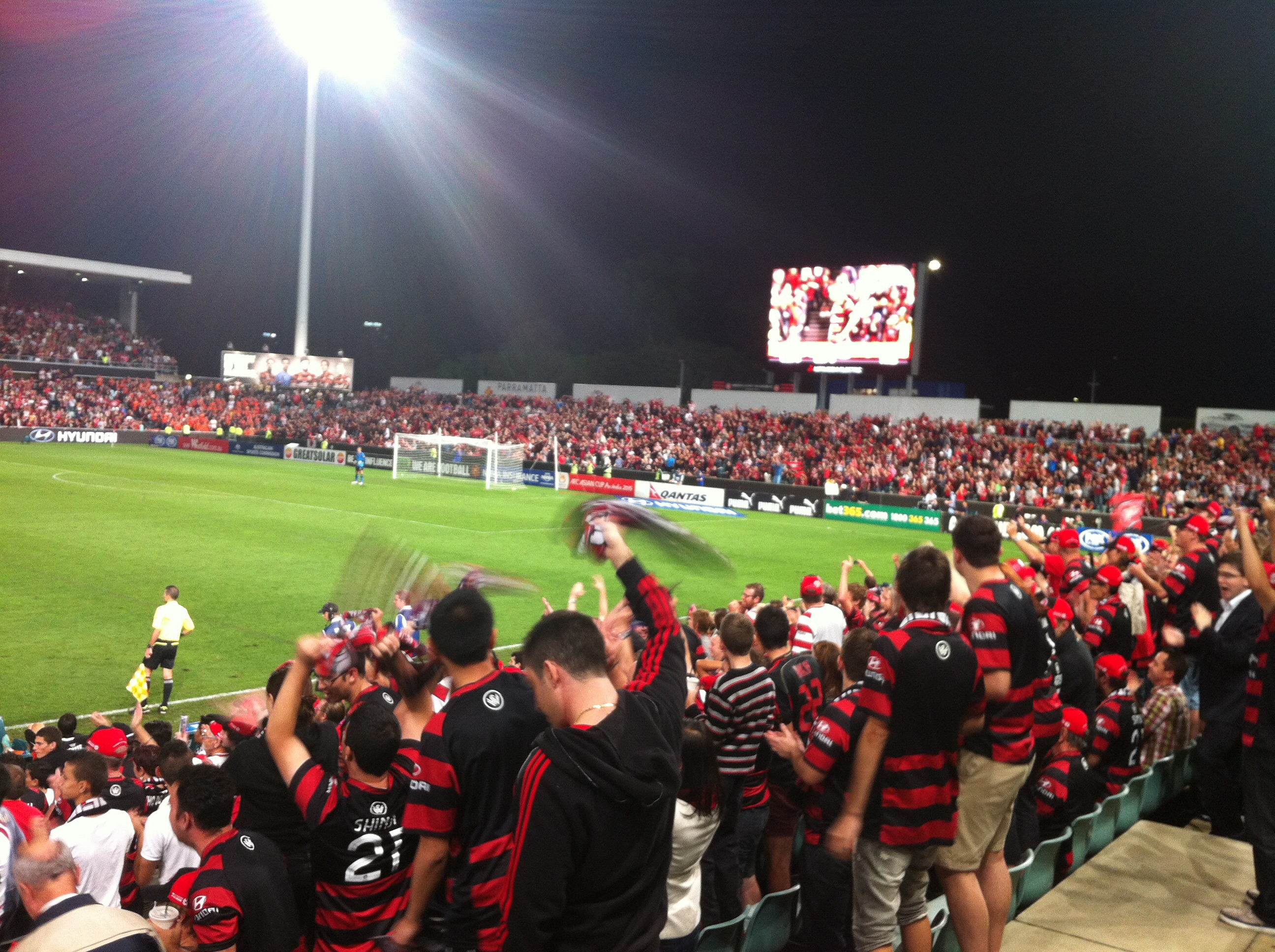
Mecz serii finałowej pomiędzy Western Sydney Wanderers i Brisbane Roar (wynik 2:0; 12 kwietnia 2013)

Pierwszym trenerem w historii klubu został Australijczyk Tony Popovic, który został zatrudniony w dniu 1 lipca 2012 roku. Western Sydney Wanderers FC zainaugurował rozgrywki w A-League w dniu 6 października 2012 roku w domowym spotkaniu przeciwko Central Coast Mariners FC. Spotkanie zakończyło się remisem w stosunku 0:0. W inauguracyjnym sezonie 2012/2013 klub jako beniaminek rozgrywek uplasował się na 1. miejscu w sezonie zasadniczym z dorobkiem 57 punktów i uzyskał awans do serii finałowej rozgrywek. W serii finałowej klub dotarł do finału rozgrywek (tzw. Grand Final), w którym poniósł porażkę przeciwko Central Coast Mariners w stosunku 0:2. W sezonie 2013/2014 Western Sydney Wanderers zakończyli zmagania w sezonie zasadniczym na 2. miejscu. W serii finałowej rozgrywek, klub drugi raz z rzędu awansował do finału. W finale drużyna Western Sydney Wanderers uległa po dogrywce drużynie Brisbane Roar FC w stosunku 1:2.
W maju 2014 roku FFA poinformowała, że przestała być właścicielem klubu Western Sydney Wanderers FC. Klub został sprzedany konsorcjum pod przewodnictwem australijskiego biznesmena Paula Lederera. Ostatecznie klub został przejęty przez nowego właściciela w dniu 30 czerwca 2014 roku.
Western Sydney Wanderers w sezonie 2014/2015 zajęli w sezonie zasadniczym 9. przedostatnie, miejsce i nie uzyskali awansu do serii finałowej rozgrywek. Natomiast w sezonie zasadniczym 2015/2016 klub zakończył zmagania na 2. miejscu i ponownie wystąpił w serii finałowej rozgrywek. W serii finałowej Western Sydney Wanderers trzeci raz w swojej historii awansowali do finału rozgrywek. W finale ulegli drużynie Adelaide United FC w stosunku 1:3. W sezonie 2016/2017 Western Sydney Wanderers zajęli 6. miejsce w sezonie zasadniczym i uzyskali awans do serii finałowej rozgrywek. Serię finałową klub zakończył na etapie rundy eliminacyjnej, w której uległ po rzutach karnych drużynie Brisbane Roar (1:1 w meczu; 5:6 w rzutach karnych).
Tony Popovic był trenerem klubu Western Sydney Wanderers do 30 września 2017 roku. Tuż przed startem sezonu 2017/2018 na stanowisko trenera został zatrudniony Australijczyk Hayden Foxe, który pełnił tę funkcję do 5. kolejki sezonu zasadniczego 2017/2018. Natomiast do końca sezonu klub prowadził Hiszpan Josep Gombau. Western Sydney Wanderers w sezonie zasadniczym 2017/2018 uplasowali się na 7. miejscu i nie uzyskali awansu do serii finałowej rozgrywek. Od 19 maja 2018 roku trenerem klubu jest Niemiec Markus Babbel. Za kadencji trenera Markusa Babbela klub w sezonie zasadniczym 2018/2019 zajął 8. miejsce i nie awansował do serii finałowej rozgrywek.

### Rozgrywki międzynarodowe

#### Azjatycka Liga Mistrzów

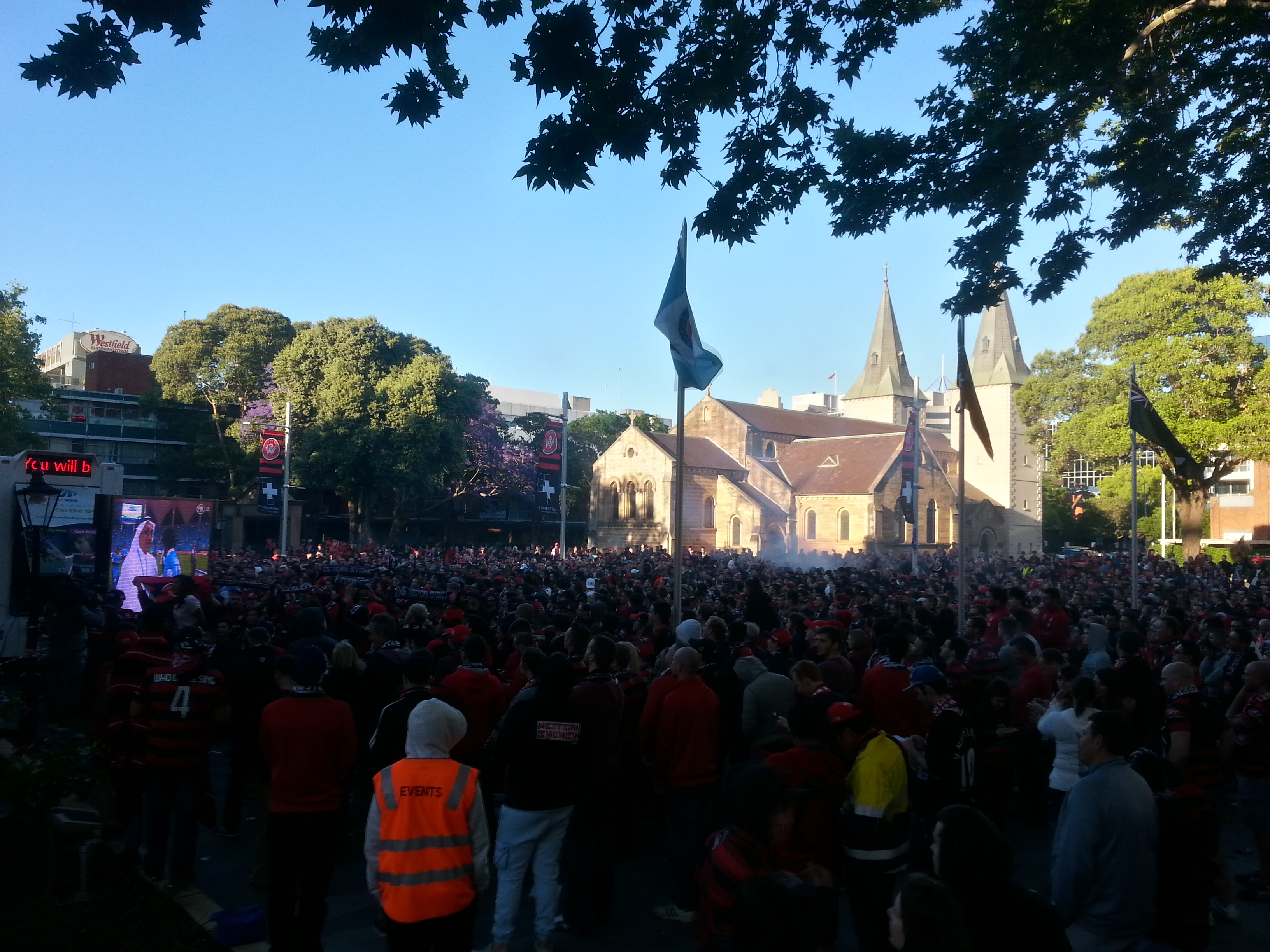
Kibice Western Sydney Wanderers po triumfie w Azjatyckiej Lidze Mistrzów (2 listopada 2014)

Western Sydney Wanderers w dotychczasowej historii trzykrotnie występował w rozgrywkach Azjatyckiej Ligi Mistrzów (ACL). Western Sydney Wanderers w 2014 roku triumfował w rozgrywkach ACL oraz dwukrotnie kończyła zmagania na fazie grupowej (2015, 2017).
Western Sydney Wanderers zadebiutował w Azjatyckiej Lidze Mistrzów w dniu 26 lutego 2014 roku, w domowym spotkaniu przeciwko południowokoreańskiej drużynie Ulsan Hyundai FC. Spotkanie zakończyło się porażką gospodarzy w stosunku 1:3. Ostatecznie w fazie grupowej (grupa H) Western Sydney Wanderers zajęli 1. miejsce z dorobkiem 12 punktów i awansowali do rundy pucharowej. Western Sydney Wanderers dotarł do finału rozgrywek. W finale klub podejmował w dwumeczu saudyjski klub Al-Hilal. Dwumecz zakończył się zwycięstwem Western Sydney Wanderers w stosunku 1:0 (I. mecz domowy 1:0; II. mecz wyjazdowy 0:0).
W sezonach 2015 i 2017 Western Sydney Wanderers kończyło zmagania na fazie grupowej. W 2015 roku klub zajął 3. przedostatnie miejsce grupie z dorobkiem 8 punktów. Natomiast w 2017 zajął ostatnie 4. miejsce z dorobkiem 6 punktów.

#### Klubowe Mistrzostwa Świata
Western Sydney Wanderers dzięki zwycięstwu w Azjatyckiej Lidze Mistrzów zapewniło sobie udział w Klubowych Mistrzostwach Świata rozgrywanych w 2014 roku w Maroku. Drużyna Western Sydney Wanderers rozpoczęła zmagania od ćwierćfinału, w którym zmierzyła się z meksykańskim zespołem Cruz Azul. Mecz zakończył się porażką Western Sydney Wanderers po dogrywce w stosunku 1:3. Porażka sprawiła, że Western Sydney Wanderers w drugim meczu turniejowym zagrało o 5. miejsce z algierskim klubem ES Sétif. Spotkanie zakończyło się porażką drużyny Western Sydney Wanderers, która po rzutach karnych uległa algierskiemu klubowi (2:2 w meczu; 4:5 w rzutach karnych).

### Western Sydney Wanderers FC w poszczególnych sezonach
| Sezon     | Miejsce | M  | Z  | R  | P  | B       | Pkt | Seria finałowa        | FFA Cup     | Azjatycka Liga Mistrzów |
| --------- | ------- | -- | -- | -- | -- | ------- | --- | --------------------- | ----------- | ----------------------- |
| 2012/2013 | 1       | 27 | 18 | 3  | 6  | 41 – 21 | 57  | finalista Grand Final | –           | –                       |
| 2013/2014 | 2       | 27 | 11 | 9  | 7  | 34 – 29 | 42  | finalista Grand Final | –           | zwycięzca               |
| 2014/2015 | 9       | 27 | 4  | 6  | 17 | 29 – 44 | 18  | brak awansu           | 1/16 finału | faza grupowa            |
| 2015/2016 | 2       | 27 | 14 | 6  | 7  | 44 – 33 | 48  | finalista Grand Final | ćwierćfinał | –                       |
| 2016/2017 | 6       | 27 | 8  | 12 | 7  | 35 – 35 | 36  | rudna eliminacyjna    | ćwierćfinał | faza grupowa            |
| 2017/2018 | 7       | 27 | 8  | 9  | 10 | 38 – 47 | 33  | brak awansu           | półfinał    | –                       |
| 2018/2019 | 8       | 27 | 6  | 6  | 15 | 42 – 54 | 24  | brak awansu           | półfinał    | –                       |
| 2019/2020 |         |    |    |    |    |         |     |                       | ćwierćfinał | –                       |

Źródło: www.ultimatealeague.com.
Legenda:

    mistrzostwo ligi, 1. miejsce w sezonie zasadniczym lub zwycięstwo w innych rozgrywkach;

    2. miejsce w sezonie zasadniczym lub finał rozgrywek;

    3. miejsce w sezonie zasadniczym lub 3. miejsce w innych rozgrywkach.

## Rezerwy i sekcja kobieca

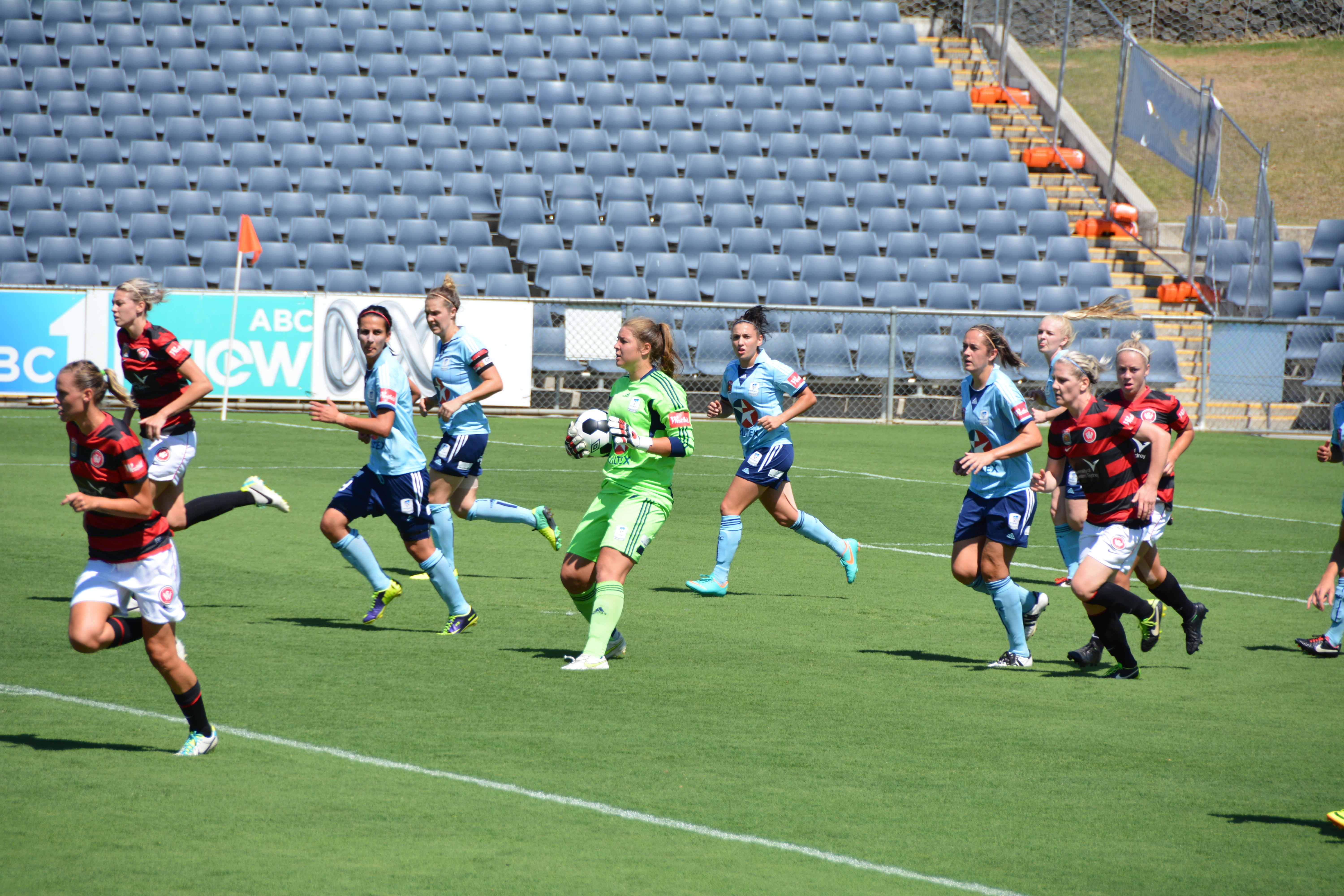
Mecz pomiędzy kobiecymi zespołami Western Sydney Wanderers i Sydney FC (wynik 1:3; 2 lutego 2014)

### Rezerwy
Sekcja młodzieżowa klubu Western Sydney Wanderers FC została założona w 2012 roku i przystąpiła do rozgrywek A-League National Youth League (od sezonu 2018/2019 funkcjonują pod nazwą Y-League). Zespół młodzieżowy w 2018 roku zdobył mistrzostwo Australii w rozgrywkach młodzieżowych oraz dwukrotnie triumfował w sezonie zasadniczym w Konferencji B (2018, 2019). W 2015 roku federacja stanowa Football NSW opublikowała raport, który zalecił włączenie akademii piłkarskich klubów Central Coast Mariners FC, Sydney FC oraz Western Sydney Wanderers FC do rozgrywek stanowych. W tym samym roku potwierdzono, że rezerwy klubu Western Sydney Wanderers zostaną włączone do rozgrywek organizowanych przez federację stanową Football NSW – National Premier Leagues NSW.

### Sekcja kobieca
Sekcja kobieca klubu Western Sydney Wanderers FC została założona w 2012 roku i przystąpiła do rozgrywek W-League od sezonu 2012/2013. Inauguracyjne spotkanie odbyło się 20 października 2012 roku w meczu wyjazdowym przeciwko kobiecemu zespołowi Adelaide United FC. Spotkanie zakończyło się porażką drużyny Western Sydney Wanderers w stosunku 3:4. Zespół kobiecy nigdy w swojej historii nie awansował do serii finałowej rozgrywek. Najlepszy rezultat zanotował w sezonie 2012/2013 zajmując 6. miejsce w sezonie zasadniczym.

## Sukcesy

### Seniorzy

#### Krajowe
- Finalista Grand Final (3): 2013, 2014, 2016;
- Zwycięzca sezonu zasadniczego (1): 2013.

#### Międzynarodowe

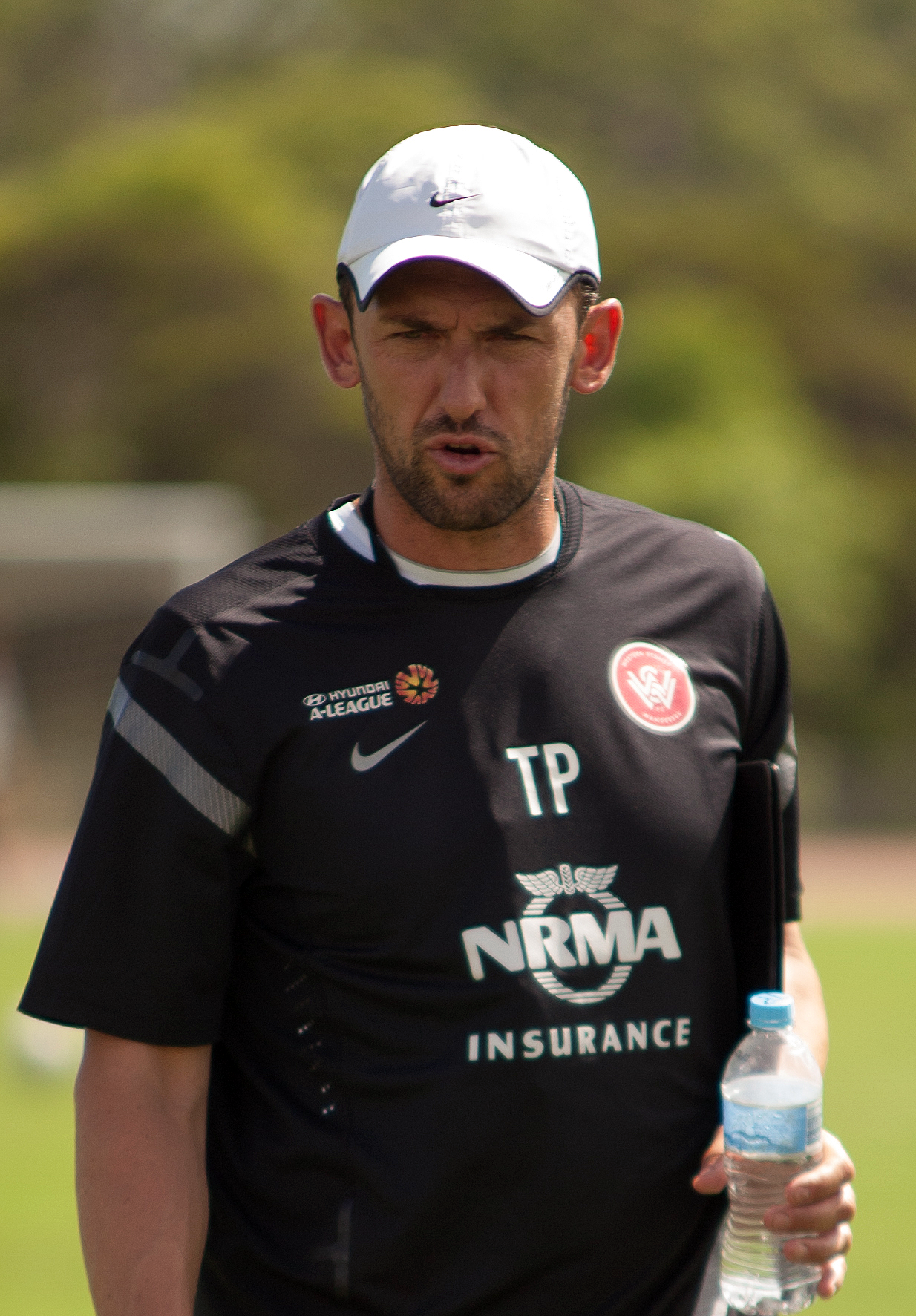
Tony Popovic, trener Western Sydney Wanderers w latach 2012–2017

- Zwycięzca Azjatyckiej Ligi Mistrzów (1): 2014.
- 6. miejsce w Klubowych mistrzostwach świata (1): 2014.

### Juniorzy
- Mistrz Australii w rozgrywkach młodzieżowych (1): 2018;
- Zwycięzca Konferencji B (2): 2018, 2019.

## Trenerzy
| Lp. | Trenerzy             | Lata                                       |
| --- | -------------------- | ------------------------------------------ |
| 1   | Tony Popovic         | 1 lipca 2012 – 30 września 2017            |
| 2   | Hayden Foxe          | 1 października 2017 – 31 października 2017 |
| 3   | Josep Gombau         | 1 listopada 2017 – 18 maja 2018            |
| 4   | Markus Babbel        | 19 maja 2018 – 20 stycznia 2020            |
| 5   | Jean-Paul de Marigny | 21 stycznia 2020 –                         |

## Stadiony
Western Sydney Wanderers w latach 2012–2016 rozgrywał domowe spotkania na obiekcie Parramatta Stadium o pojemności 20 700 widzów. Stadion Parramatta Stadium został wybudowany w 1986 roku i zlokalizowany był przy ulicy O’Connell Street w dzielnicy Parramatta (City of Parramatta). Obiekt Parramatta Stadium został wyburzony w 2017 roku w związku z decyzją Rządu Nowej Południowej o budowie nowego obiektu w tym samym miejscu o nazwie Western Sydney Stadium. Western Sydney Wanderers na stadionie Parramatta Stadium rozegrał łącznie 55 spotkań w rozgrywkach A-League. Obiekt Western Sydney Stadium został oddany do użytku w 2019 roku i mieści 30 000 widzów. Podczas prac budowlanych klub rozgrywał domowe spotkania na obiektach: Sydney Showground Stadium i Stadium Australia, które zlokalizowane są na terenie Sydney Olympic Park.
Ponadto Western Sydney Wanderers sporadycznie swoje mecze domowe w A-League rozgrywał również na innych obiektach sportowych w Nowej Południowej Walii. Dotychczas w roli gospodarza wystąpił dodatkowo na czterech innych stadionach:
- Campbelltown Stadium w Sydney;
- Glen Willow Regional Sports Stadium w Mudgee;
- Penrith Stadium w Sydney;
- Sydney Football Stadium w Sydney.

## Kibice i rywalizacje
Kibice prowadzący doping na meczach Western Sydney Wanderers FC skupieni są wokół grupy Red and Black Bloc (RBB). Grupa została założona w czerwcu 2012 roku. Założenie grupy poprzedziły dyskusję prowadzona przez jej członków na forach internetowych oraz na spotkaniu w Woolpack Hotel. Kibice zrzeszeni wokół grupy Red and Black Bloc prowadzą własną stronę internetową pod adresem internetowym redandblackbloc.org.

### Derby Sydney

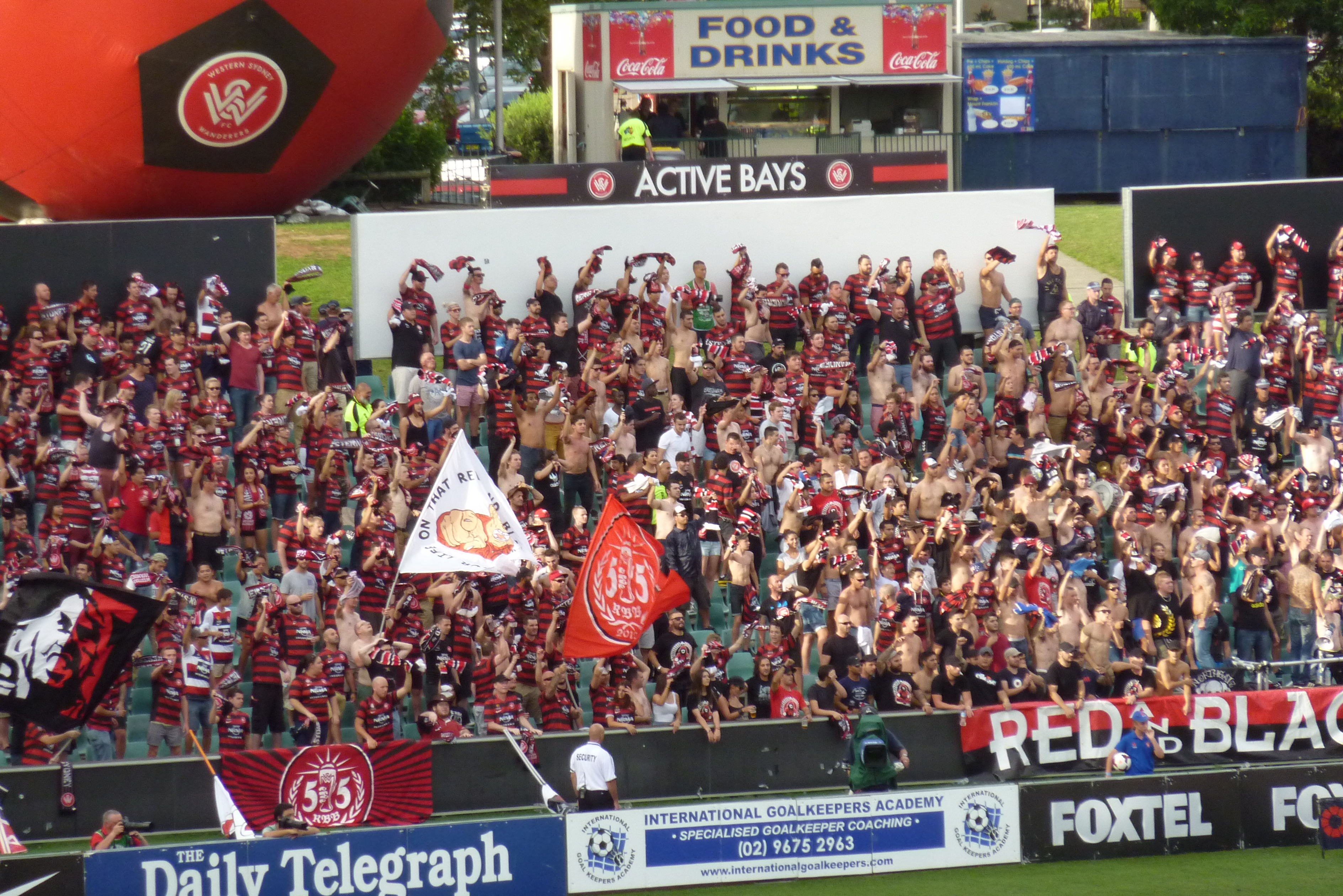
Kibice Western Sydney Wanderers z grupy Red and Black Bloc

Derby Sydney, lokalne derby rozgrywane pomiędzy dwoma zespołami ze stolicy stanu Nowa Południowa Walia: Western Sydney Wanderers FC i Sydney FC. Do pierwszego spotkania między obiema drużynami doszło 20 października 2012 roku i zakończyło się porażką Western Sydney Wanderers 0:1.

#### Bilans pojedynków Western Sydney Wanders FC – Sydney FC
| Rozgrywki | M  | Z | R | P  | B+ | B– | +/− |
| --------- | -- | - | - | -- | -- | -- | --- |
| A-League  | 21 | 4 | 6 | 11 | 21 | 37 | -16 |
| FFA Cup   | 1  | 0 | 0 | 1  | 0  | 3  | -3  |
| Ogółem    | 22 | 4 | 6 | 12 | 21 | 40 | -19 |

Stan na 27 kwietnia 2019 roku.

## Rekordy
Stan na 27 kwietnia 2019 roku.
Najwyższa wygrana:
- Western Sydney Wanderers FC 6:1 Adelaide United FC (21 grudnia 2012);
- Western Sydney Wanderers FC 5:0 Guizhou Renhe (22 kwietnia 2014, Azjatycka Liga Mistrzów).

Najwyższa porażka:
- Urawa Red Diamonds 6:1 Western Sydney Wanderers FC (29 kwietnia 2017, Azjatycka Liga Mistrzów);
- Western Sydney Wanderers FC 0:5 Sydney FC (9 grudnia 2017).

Najwięcej zwycięstw z rzędu:
- 10 spotkań (od 13 stycznia do 16 marca 2013).

Najwięcej porażek z rzędu:
- 6 spotkań (od 1 stycznia do 22 stycznia 2019).

Najdłuższa seria bez przegranego meczu:
- 13 spotkań (od 13 stycznia do 12 kwietnia 2013).

Najdłuższa seria bez wygranego meczu:
- 14 spotkań (od 1 listopada 2014 do 1 lutego 2015).